# South Willesborough & Newtown
South Willesborough & Newtown är en civil parish i grevskapet Kent i sydöstra England. Den ligger i distriktet Ashford och utgörs av två sydostliga förorter till Ashford. Civil parishen hade 4 713 invånare vid folkräkningen år 2021. Den inrättades den 1 april 2019.